# Lin Li (Schwimmerin)
Lin Li (chinesisch 林莉, Pinyin Lín Lì; * 9. Oktober 1970 in Nantong) ist eine ehemalige chinesische Schwimmerin.
Bei den Olympischen Spielen 1992 in Barcelona konnte sie über 200 Meter Lagen Olympiasiegerin werden. Über 400 Meter Lagen gewann sie die Silbermedaille, und über 200 Meter Brust reichte es zur Bronzemedaille. 1996 in Atlanta gewann sie nochmals Bronze über 200 Meter Lagen. Im Jahr 1991 war sie bereits in Perth Doppelweltmeisterin über 200 Meter Lagen und 400 Meter Lagen geworden.